# غرة ماسكارينية

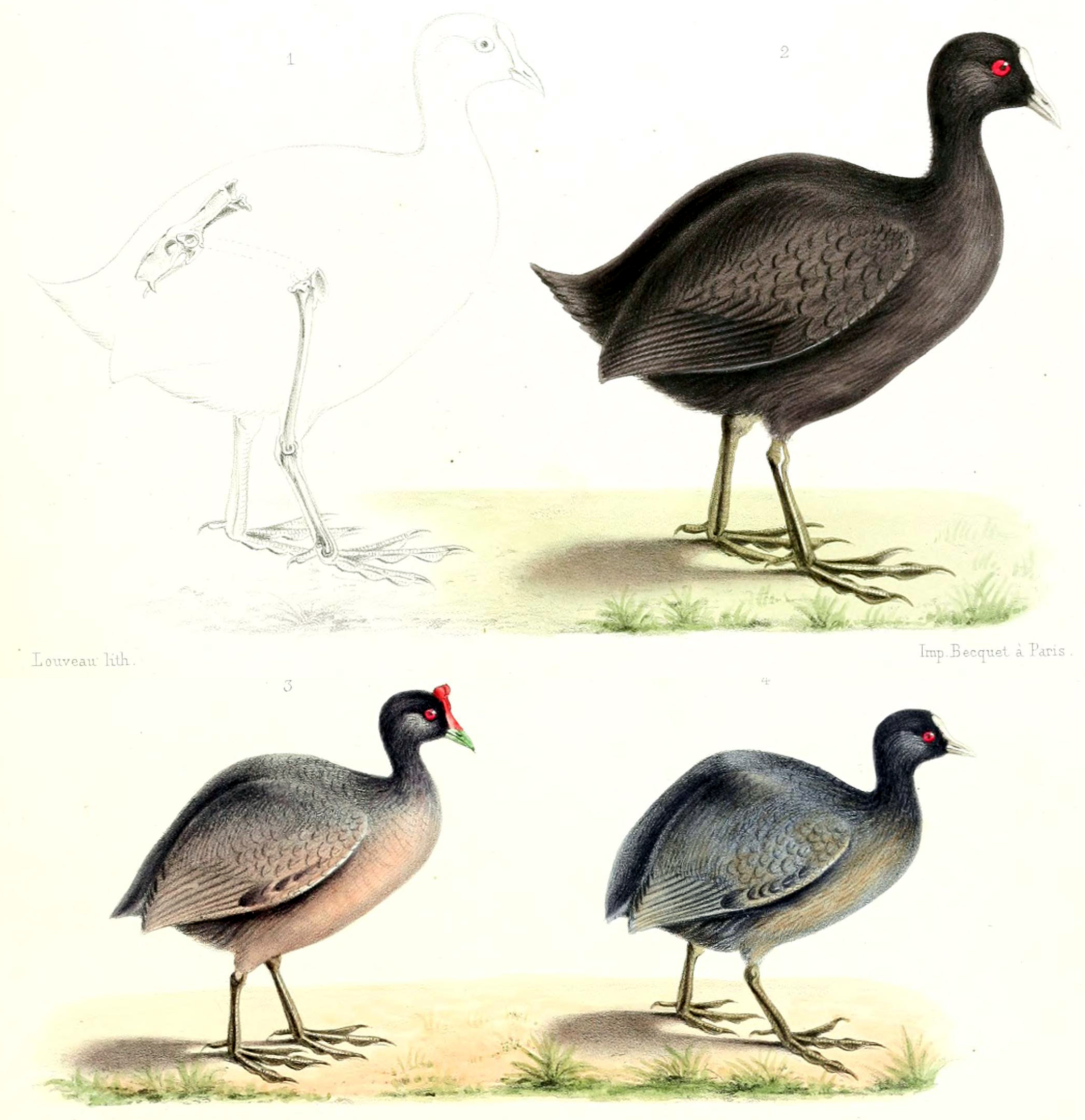
Mascaene coot compared to a red-knobbed and Eurasian coot, 1872

غرة ماسكارينية (الاسم العلمي: Fulica newtoni) (بالإنجليزية: Mascarene Coot)‏ هي نوع من الطيور تتبع جنس الغرة من فصيلة المرعات.